# Schulenburg (nissaga)
Els Schulenburg o von der Schulenburg són una vella nissaga noble alemanya i prussiana amb arrels fins al segle xi o ençà. Serien originàries del castell de Schulenburg, un castell de mota i pati, avui quasi desaparegut a Stappenbeck (Saxònia-Anhalt). És una família de militars, polítics, diplomates, escriptors i artistes.
Una branca va establir-se a Beetzendorf, una altra a Emden (Altenhusen), fins que el govern de la República Democràtica Alemanya va expropiar-les.

## Uns Schulenburgs destacats
- Enric I de Schulenburg, príncep-bisbe d'Havelberg de 1244 a 1270
- Bernat de Schulenburg, (Bernardus de Sculenborch) (1358-1380), canonge a la seu de Stendal[2]
- Maties Joan de Schulenburg (1661-1747):[3] senyor hereu d'Emden i mariscal de la República de Venècia[4][5]
- Comte Friedrich Werner von der Schulenburg, diplomata, activista nazi i ambaixador del Tercer Reich a Moscou el 1939 al moment de la Invasió soviètica de Polònia i persona clau en les negociacions amb Viatxeslav Mólotov, passà a la resistència. Va participar en l'atemptat contre Adolf Hitler i ser executat el 20 de juliol de 1944..
- Comte Fritz-Dietlof von der Schulenburg-Tressow (1902–1944), militar, activista nazi prominent, passà a la resistència. Va participar en l'atemptat contre Adolf Hitler i com el seu parent Friedrich-Werner, va ser executat el 20 de juliol de 1944.